# María Teresa Íñigo de Toro
María Teresa Íñigo de Toro (Valladolid, 25 de mayo de 1929-Madrid, 28 de marzo de 1988) fue una locutora y directora de radio española, maestra, escritora, política e historiadora, aunque su mayor relevancia pública la logró desde su trabajo en la emisora La Voz de Valladolid.
Teresa Íñigo de Toro estudió Magisterio y Filosofía y Letras en la Universidad de Valladolid, pero sin llegar a ejercer esas profesiones entró en el mundo de la radio, en primer lugar como locutora de La Voz de Valladolid desde 1953, en programas y emisiones de todo tipo. En 1961 accedió a la dirección de la emisora, siendo la primera mujer española en ocupar un puesto similar. Ese mismo año recibió un Premio Ondas por su trabajo en La Voz de Valladolid. Su carrera radiofónica continuó en Radio Cadena Española, como su directora en Valladolid. En ese puesto fue premiada con el Premio Nacional de Radio y Televisión.
Mientras tanto, ejerció como concejal y teniente de alcalde en el Ayuntamiento de Valladolid, diputada en la Diputación Provincial de Valladolid y presidenta de la Asociación de Mujeres Empresarias de Valladolid.
También se dedicó a la literatura, publicando obras como Cartas a un amigo o Buenas noches. Ganó un primer premio de prosa lírica con La Ciudad de los Almirantes y fue finalista del premio Ateneo de Valladolid.
Teresa Íñigo fue elegida académica de la Real Academia de Bellas Artes en 1982, tomando posesión como académica de número tres años más tarde. Ese mismo año tuvo el honor de ser pregonera de la Semana Santa de Valladolid. Fue distinguida con la encomienda de la Orden de Isabel la Católica. En vida de la locutora, se bautizó con su nombre un colegio de infantil y primaria de Valladolid, localizado en la calle Morena (barrio de Huerta del Rey). Teresa Íñigo legó su biblioteca particular a este centro.